# Лукович Наталія Сергіївна
Наталія Сергіївна Лукович (ур. Борисенко; 3 грудня 1975, Бровари) — українська гандболістка, призерка Олімпійських ігор.

## З життєпису
Ігрова позиція: воротарка.
Наталія Борисенко виступала за команди «Автомобіліст» (Бровари,  Україна), «Спартак» (Київ,  Україна), «Крім» (Любляна, Словенія ), «Кометаль» (Скоп'є,  Північна Македонія).
Олімпійську медаль вона виборола на Афінській Олімпіаді у складі збірної України з гандболу.
Переможниця чемпіонської ліги EHF в сезоні 2002—2003 р. у складі команди «Крім» (Любляна, Словенія).
Фіналістка чемпіонської ліги EHF в сезоні 2004—2005 р. у складі команди «Кометаль» (Скоп'є, Північна Македонія).